# Элохай нешама
Элохай нешама (Элогай Нешама, ивр. אלהי נשמה‎ — «Боже мой, дыхание») в талмудическом иудаизме вавилонской традиции — молитва по пробуждении ото сна, в которой присутствует надежда на оживление мёртвого тела. В Средневековье бытовала идея о том, что во сне душа покидает тело, а по пробуждении душа возвращается в тело. По этой аналогии полагали, что смерть — сродни сну, и после смерти возможно оживление.

## Описание
Саддукеи (а также ессеи, самаритяне, караимы) отвергали идею фарисеев о воскресении мёртвых. Вера в воскресение мёртвых является краеугольным камнем иудаизма так, что отрицающие этот догмат «неверные» евреи раввинами выводятся за рамки народа Израильского. Раввины отказывали «неверным» саддукеям в воскресении после смерти.

Огонь — 1⁄60 часть геенны огненной. Финиковый нектар — 1⁄60 часть манны небесной. Суббота — 1⁄60 часть рая. Сон — 1⁄60 часть смерти. Сновидение — 1⁄60 часть пророчества.
Оригинальный текст (иврит)אש אחד מששים לגיהנם דבש אחד מששים למן שבת אחד מששים לעולם הבא שינה אחד מששים למיתה חלום אחד מששים לנבואה‎
— Вавилонский Талмуд, Брахот 57 б
Также главной темой 2-го благословения фарисейской молитвы «Амида» является воскресение мёртвых. Молитва «Элохай нешама» — основана на библейском стихе «и создал Господь Бог человека из праха земного, и вдунул в лице его дыхание жизни, и стал человек душею живою» (Быт. 2:7). С верой в воскресение мёртвых связываются некоторые обычаи при погребении мёртвых евреев, сохранившиеся до настоящего времени и тесно связано представление ο божественном воздаянии в день всеобщего восстания из мёртвых.
В книге одного из ведущих еврейских теологов и философов XX столетия говорится:

Акт молитвы в иудаизме — это больше, чем процесс ума и движения губ. Это акт, который происходит между человеком и Богом — в присутствии Бога. Истинное происхождение молитвы, как мы сказали выше, не в эмоциях, а в озарении. Внутреннее видение тайн реальности, чувство чудесного, не поддающегося описанию — вот что позволяет нам молиться.
— И. Хешель «Человек в поисках Бога: исследования молитвы и символизма»

## Текст
Молитва «Элохай нешама» так же, как и молитва «Биркат ха-мапиль» имеет общую тему надежды на воскресение мёртвых и, соответственно, — связаны между собой в единое целое, которые, по времени произнесения, — отделены сном. Однако, молитва «Биркат ха-мапиль» начинается и оканчивается формулой «Благословен», а молитва «Элохай нешама» лишь оканчивается этой формулой.

Боже мой, дыхание, которое дал Ты мне, — чисто.
Ты сотворил его, Ты создал его, Ты вдунул его в меня, и Ты сберегаешь его внутри меня, и Ты в будущем заберёшь его от меня, и возвратишь его в меня в Грядущем.
Всё время, покуда дыхание внутри меня, благодарю я пред ликом Твоим, Господи, Боже мой и Боже отцов моих, Владыка всех творений, Господи всякого дыхания.
Благословен Ты, Господи, Возвращающий дыхание трупам умерших!
Оригинальный текст (иврит)אלהי נשמה שנתת בי טהורה אתה בראתה את יצרתה את נפחתה בי ואתה משמרה בקרבי ואתה עתיד לטלה ממני ולהחזירה בי לעתיד לבא כל זמן שהנשמה בקרבי מודה אני לפניך יהוה אלהי ואלהי אבותי רבון כל המעשים אדון כל הנשמות ברוך אתה יהוה המחזיר נשמות לפגרים מתים‎
— Сефардский сидур «Седер ха-тфилот ме-сидур», Венеция, 1552, врача-раввина Исаака бар-Шемтова, кабальеро, для евреев-сефардов испано-португальской диаспоры

## Талмуд
Вавилонский Талмуд
В вавилонском Талмуде (Брахот 60 б) содержится текст молитвы «Элохай нешама» с незначительными отличиями от приведённого выше варианта в сидуре сефардского нусаха.
Палестинский Талмуд
В палестинской традиции было принято сразу после сна благословлять Всевышнего, который оживляет умерших. Молитва — длинна, начало её следующее:

Среди последователей рабби Янная говорят: «Проснувшись, обязан произнести „Благословен Ты, Господи, Оживляющий умерших“»…
Оригинальный текст (иврит)דבית רבי ינאי אמרין הנוער משנתו צריך לומר ברוך אתה יהוה מחיה המתים‎
— Палестинский Талмуд, Брахот 4:2.4

## Порядок
Проснувшись ото сна, ещё с закрытыми глазами, еврей произносит Богу молитву «Элохай нешама». Произносит биркат покеах иверим, протирает и открывает глаза. Произносит биркат матир асурим и садится на постели и так далее, согласно распорядку Меа брахот.
Сон и процесс пробуждения являются ежедневным напоминанием о вечной жизни души. Древнееврейское представление о жизни рассматривало нацию настолько целиком, как единое целое, что не принималось во внимание ни смертность, ни бессмертие отдельных людей. Вера в воскресение во всех случаях выражается в еврейской литургии, например, в утренней молитве «Элохай Нешама», в «Шмоне Эсре» и в панихидах. Молитва «Благословен Ты, Воскрешающий мёртвых» читается после пробуждения от ночного сна, она проливает свет на всю концепцию воскресения. Точно так же, как считалось, что душа покидает тело во сне и возвращается при пробуждении, так и душа, покинув тело после смерти, возвращается к «тем, кто спит во прахе» во время Великого пробуждения.